# Пол Николс
Џерард Пол Гринхол (12. април 1979), познатији под уметничким именом Пол Николс, британски је телевизијски и филмски глумац.
Николс је најпознатији по улози Сема Кејсија у серији Ред и закон: УК.